# Pseudopanurgus bidentis
Pseudopanurgus bidentis är en biart som först beskrevs av Cockerell 1896.  Pseudopanurgus bidentis ingår i släktet Pseudopanurgus och familjen grävbin. Inga underarter finns listade i Catalogue of Life.